# Tōru Eguchi

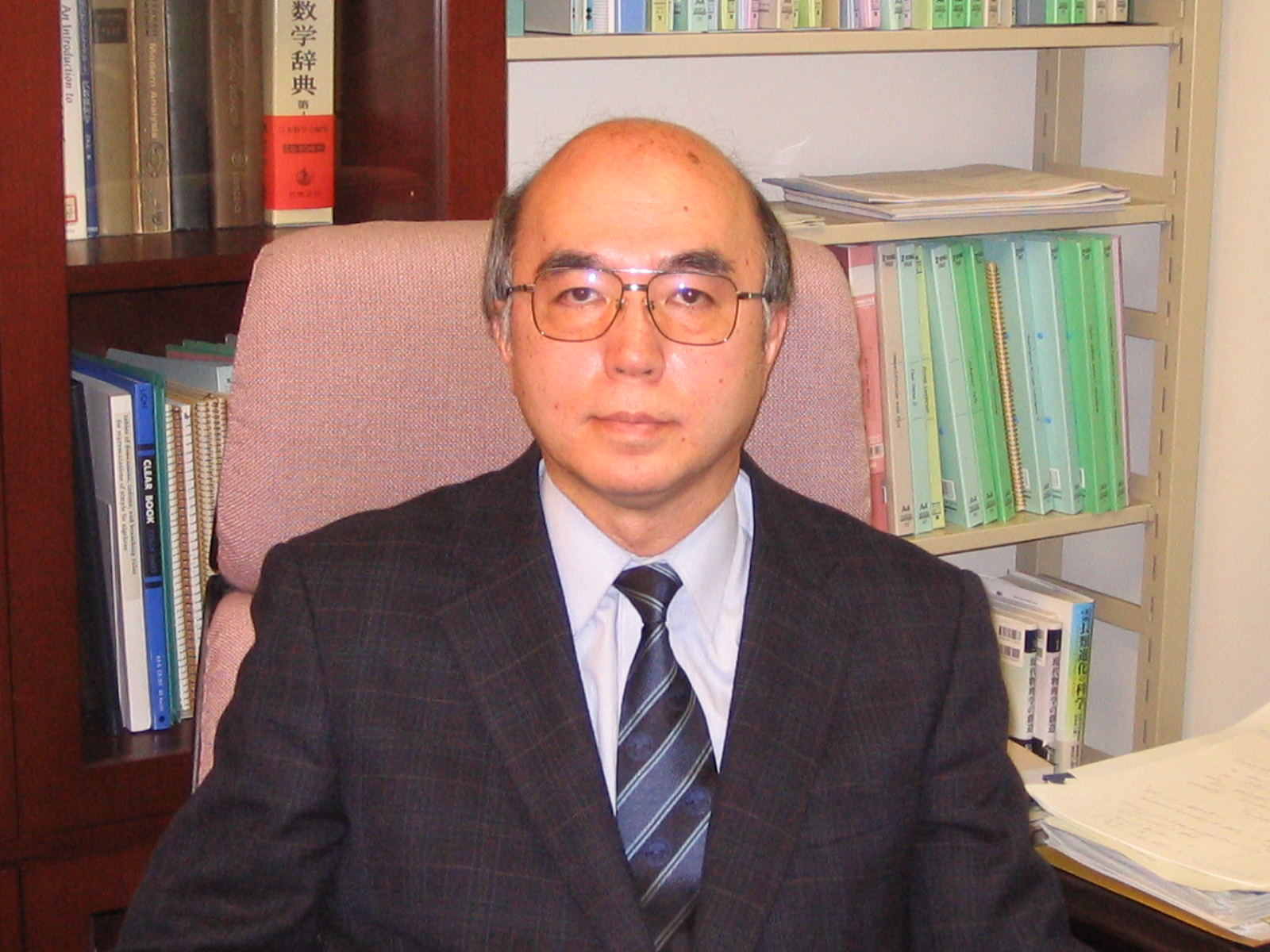
Tōru Eguchi, 2008

Tōru Eguchi (jap. 江口 徹, Eguchi Tōru; im angelsächsischen Sprachraum auch Tohru Eguchi; * 2. Februar 1948; † 30. Januar 2019) war ein japanischer theoretischer Physiker.

## Leben und Werdegang
Eguchi war Professor an der Universität Tokio. Er war Professor am Yukawa-Institut für theoretische Physik an der Universität Kyōto, dessen Direktor er zeitweise war (zum Beispiel 2009).
Er befasste sich insbesondere mit differentialgeometrischen Methoden in der Physik, mit Superstringtheorie, konformen Feldtheorien, topologischen Quantenfeldtheorien, Gittereichtheorien, Quantengravitation und Gravitationstheorien.
Anfang der 1980er-Jahre veröffentlichte er einen viel beachteten und auch später viel verwendeten Übersichtsartikel über differentialgeometrische Methoden in der Physik mit Andrew J. Hanson und Peter Gilkey. Besonders ausführlich gingen sie auf physikalische Anwendungen und die Darstellung des Atiyah-Singer-Indexsatzes und verwandter Sätze ein. Damals war er am SLAC und am Enrico Fermi Institute der Universität Chicago.
Mit A. J. Hanson fand er 1978 (damals am SLAC) eine exakte, euklidische Instanton-Lösung der Vakuum-Gleichungen der Allgemeinen Relativitätstheorie, die Eguchi-Hanson-Metrik. Sie hat auch Anwendungen zum Beispiel in der Konstruktion von Kompaktifizierungs-Mannigfaltigkeiten in der Superstringtheorie.
Mit Hikaru Kawai entwickelte er das Eguchi-Kawai-Modell in Gittereichtheorien mit SU(N)-Eichgruppe für den Grenzwert großer N. Sie zeigten, dass dort die Gitter-Eichtheorie für unendliches Gitter und Einheitskubus identisch sind und dass diese Reduktion auch für den Kontinuums-Übergang des Gitters aufrechterhalten werden kann. Die Raum-Zeit wird in diesem Grenzfall großer N gleichsam durch die internen Freiheitsgrade aufgesogen.
1984 erhielt er den Nishina-Preis. 2009 erhielt er den Kaiserlichen Preis und den Preis der Japanischen Akademie der Wissenschaften.